# 超特急 CHRISTMAS ONEMAN LIVE 2015 Fantasy Love Train〜君の元までつながるRail〜at 国立代々木競技場 第一体育館
『超特急 CHRISTMAS ONEMAN LIVE 2015 Fantasy Love Train〜君の元までつながるRail〜at 国立代々木競技場 第一体育館』（ちょうとっきゅう クリスマス ワンマンライブ 2015 ファンタジー・ラブ・トレイン きみのもとまでつながるレール アット こくりつよよぎきょうぎじょうだいいちたいいくかん）は、超特急の4作目の映像作品。2016年5月18日にSDRからBlu-rayで発売された。

## 概要

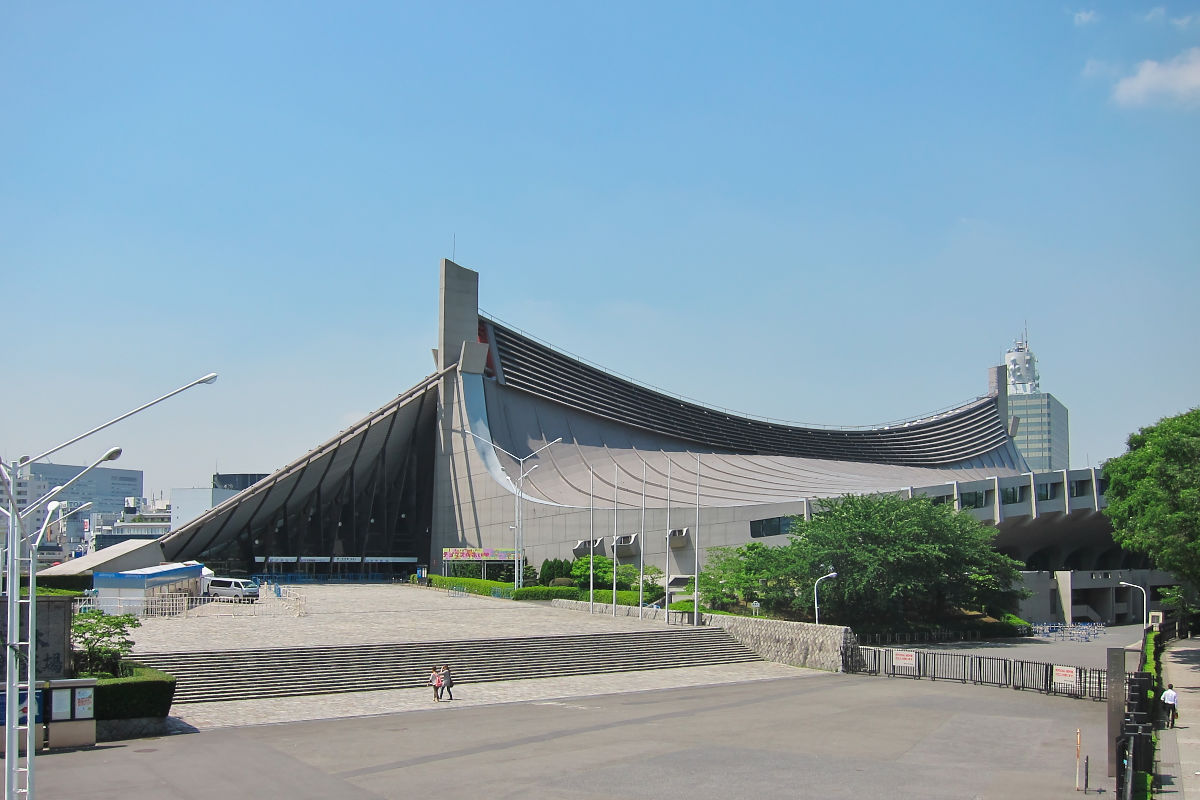
会場となった国立代々木競技場第一体育館

2015年12月23日・24日に開催されたグループ初のアリーナ公演『超特急 CHRISTMAS ONEMAN LIVE 2015 Fantasy Love Train〜君の元までつながるRail〜』から、24日の公演を収録。本公演のための楽曲「Fantasy Love Train 〜君の元までつながるRail〜」や「Beautiful Chaser」におけるマーティー・フリードマンとのコラボステージに加え、トランポリンダンクのパフォーマンスなどを盛り込んだ演出で、2日間計25,000人を動員した。

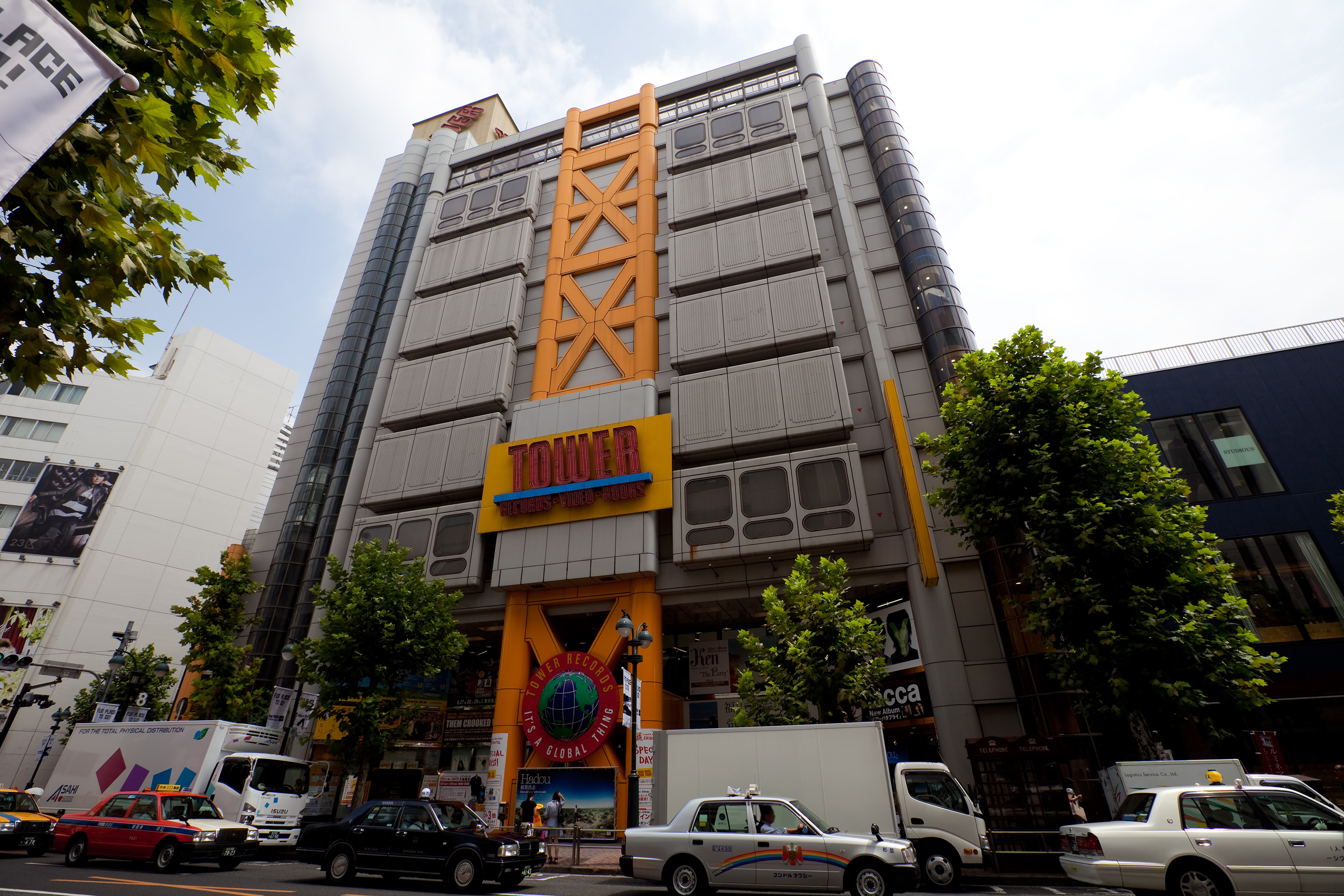
副音声収録が行われたタワーレコード渋谷店

映像作品では、公演後の2016年3月5日と6日にタワーレコード渋谷店 Space HACHIKAIにて開催された「超特急リアルタイム副音声上映会」から、5日に収録された音声を本作の副音声として収録。
その他店舗ごとの限定特典として、タワーレコードでは「Fantasy Love Train 〜君の元までつながるRail〜」のCD、HMVでは『BULLET TRAIN ONEMAN SHOW SPRING HALL TOUR 2015 "20億分のLINK 僕らのRING"』から、2015年4月10日に行われたNHKホール公演の映像を収録したPlugAirが同梱された。

## 収録内容
1. TRAIN [Fantasy ver.]
2. No More Cry [3rd Anniversary Special!!!!!!!!ver.]
3. No.1 [Christmas ver.]
4. Burn!
5. Secret Express
6. Dancer's Solo
7. One/O Signal
8. Snow break
9. Beautiful Chaser featuring マーティー・フリードマン
10. Love again featuring マーティー・フリードマン
11. HOPE STEP JUMP
12. OVER DRIVE
13. バッタマン
14. Drive on week
15. Shake body [Yoyogi National Gymnasium ver.]
16. Fantasy Love Train 〜君の元までつながるRail〜
17. 走れ!!!!超特急
18. fanfare
19. Starlight

-encore-
1. Signal [Yoyogi National Gymnasium ver.]

映像作品特典
- メイキング映像
- メンバーリアルタイムコメンタリー（2016.3.5 リアルタイム副音声上映会 at タワーレコード渋谷店 SpaceHACHIKAIより）

タワーレコード限定CD
- Fantasy Love Train 〜君の元までつながるRail〜 [4:01]
作詞・作曲：浅利進吾 / 編曲：h-wonder

Loppi・HMV限定PlugAir
BULLET TRAIN ONEMAN SHOW SPRING HALL TOUR 2015 "20億分のLINK 僕らのRING" at NHKホール
1. Gravitation
2. Superstar
3. What's going on?
4. Star Gear
5. Time Wave
6. Kura☆Kura
7. Burn!
8. Believe×Believe
9. Kiss Me Baby
10. Secret Express
11. Bad Boyz
12. キャンディ・ナイト
13. Cosmic岬
14. COMP!!COMP!!COMP!!
15. メドレー
  1. Rush Hour
  2. Drive on week
  3. No.1
  4. Shake body

16. Billion Beats
17. ikki!!!!!i!!
18. Bye Bye Bye

アンコール
1. One Life
2. 走れ!!!!超特急